# Neoleptoneta coeca
Neoleptoneta coeca är en spindelart som först beskrevs av Chamberlin och Ivie 1942.  Neoleptoneta coeca ingår i släktet Neoleptoneta och familjen Leptonetidae. Inga underarter finns listade i Catalogue of Life.